# Eurolega 2021-2022
L'Eurolega 2021-2022 è stata la 57ª edizione della massima competizione europea di hockey su pista riservata alle squadre di club, la 15ª con la denominazione di Eurolega. Il torneo ha avuto inizio il 23 ottobre 2021 e si è concluso il 15 maggio 2022.
Inizialmente le squadre partecipanti alla manifestazione avrebbero dovuto essere 20 ma i 12 club aderenti alla European Hockey Club Associations, in contrasto con la federazione europea, si sono ritirati prima del sorteggio dei gironi.
Il titolo è stato conquistato dagli italiani del Trissino per la prima volta nella loro storia sconfiggendo in finale i portoghesi del Valongo. Il Trissino, in qualità di squadra vincitrice, e il Valongo, come finalista del torneo, hanno ottenuto il diritto di partecipare alla Coppa Continentale 2022-2023.

## Squadre partecipanti
| Nazione    | Club           | Città               | Qualificazione                                                |
| ---------- | -------------- | ------------------- | ------------------------------------------------------------- |
| Francia    | Coutras        | Coutras             | wild card                                                     |
| Francia    | La Vendéenne   | La Roche-sur-Yon    | wild card                                                     |
| Italia     | Amatori Lodi   | Lodi                | 2º in Serie A1 2020-2021, vince i play-off, campione d'italia |
| Italia     | Sarzana        | Sarzana             | 4º in Serie A1 2020-2021, quarti di finale dei play-off       |
| Italia     | Trissino       | Trissino            | 3º in Serie A1 2020-2021, quarti di finale dei play-off       |
| Portogallo | Sporting Tomar | Tomar               | 6º in 1ª Divisão 2020-2021, quarti di finale dei play-off     |
| Portogallo | Valongo        | Valongo             | 7º in 1ª Divisão 2020-2021, quarti di finale dei play-off     |
| Svizzera   | Diessbach      | Diessbach bei Büren | wild card                                                     |

## Risultati

### Fase a gironi

#### Girone A
| Squadra        | Pt | G | V | N | P | GF | GS | DG  |
| -------------- | -- | - | - | - | - | -- | -- | --- |
| Trissino       | 14 | 6 | 4 | 2 | 0 | 19 | 13 | +6  |
| Sporting Tomar | 12 | 6 | 3 | 3 | 0 | 22 | 15 | +7  |
| Amatori Lodi   | 7  | 6 | 2 | 1 | 3 | 16 | 17 | -1  |
| La Vendéenne   | 0  | 6 | 0 | 0 | 6 | 8  | 20 | -12 |

| Lodi 23 ottobre 2021 1ª giornata | Amatori Lodi | 4 – 4 | Sporting Tomar | PalaCastellotti |

| La Roche-sur-Yon 23 ottobre 2021 1ª giornata | La Vendéenne | 2 – 5 | Trissino | Complexe Sportif de l'Angelmière |

| Tomar 11 dicembre 2021 2ª giornata | Sporting Tomar | 2 – 0 | La Vendéenne | Pavilhão Municipal |

| Trissino 11 dicembre 2021 2ª giornata | Trissino | 2 – 1 | Amatori Lodi | PalaDante |

| Lodi 29 gennaio 2022 3ª giornata | Amatori Lodi | 4 – 1 | La Vendéenne | PalaCastellotti |

| Tomar 29 gennaio 2022 3ª giornata | Sporting Tomar | 3 – 3 | Trissino | Pavilhão Municipal |

| La Roche-sur-Yon 12 febbraio 2022 4ª giornata | La Vendéenne | 2 – 3 | Amatori Lodi | Complexe Sportif de l'Angelmière |

| Trissino 12 febbraio 2022 4ª giornata | Trissino | 4 – 4 | Sporting Tomar | PalaDante |

| Tomar 26 marzo 2022 5ª giornata | Sporting Tomar | 5 – 2 | Amatori Lodi | Pavilhão Municipal |

| Trissino 26 marzo 2022 5ª giornata | Trissino | 2 – 1 | La Vendéenne | PalaDante |

| Lodi 9 aprile 2022 6ª giornata | Amatori Lodi | 2 – 3 | Trissino | PalaCastellotti |

| La Roche-sur-Yon 9 aprile 2022 6ª giornata | La Vendéenne | 2 – 4 | Sporting Tomar | Complexe Sportif de l'Angelmière |

#### Girone B
| Squadra   | Pt | G | V | N | P | GF | GS | DG  |
| --------- | -- | - | - | - | - | -- | -- | --- |
| Valongo   | 13 | 6 | 4 | 1 | 1 | 28 | 15 | +13 |
| Sarzana   | 13 | 6 | 4 | 1 | 1 | 30 | 25 | +5  |
| Diessbach | 6  | 6 | 2 | 0 | 4 | 20 | 29 | -9  |
| Coutras   | 3  | 6 | 1 | 0 | 5 | 18 | 27 | -9  |

| Coutras 23 ottobre 2021 1ª giornata | Coutras | 4 – 5 | Sarzana | Patinoire Milou Ducourtioux |

| Diessbach bei Büren 23 ottobre 2021 1ª giornata | Diessbach | 1 – 5 | Valongo | Sporthalle Diessbach |

| Sarzana 11 dicembre 2021 2ª giornata | Sarzana | 7 – 4 | Diessbach | Pista Vecchio Mercato |

| Valongo 11 dicembre 2021 2ª giornata | Valongo | 4 – 1 | Coutras | Pavilhão Municipal |

| Coutras 29 gennaio 2022 3ª giornata | Coutras | 4 – 6 | Diessbach | Patinoire Milou Ducourtioux |

| Sarzana 29 gennaio 2022 3ª giornata | Sarzana | 6 – 6 | Valongo | Pista Vecchio Mercato |

| Diessbach bei Büren 12 febbraio 2022 4ª giornata | Diessbach | 3 – 1 | Coutras | Sporthalle Diessbach |

| Valongo 12 febbraio 2022 4ª giornata | Valongo | 4 – 0 | Sarzana | Pavilhão Municipal |

| Sarzana 26 marzo 2022 5ª giornata | Sarzana | 5 – 3 | Coutras | Pista Vecchio Mercato |

| Valongo 26 marzo 2022 5ª giornata | Valongo | 5 – 2 | Diessbach | Pavilhão Municipal |

| Coutras 9 aprile 2022 6ª giornata | Coutras | 5 – 4 | Valongo | Patinoire Milou Ducourtioux |

| Diessbach bei Büren 9 aprile 2022 6ª giornata | Diessbach | 4 – 7 | Sarzana | Sporthalle Diessbach |

### Final Four
La Final Four della manifestazione si sono disputate dal 14 al 15 maggio 2022 presso il Palácio dos Desportos a Torres Novas in Portogallo.
|  | Semifinali     | Semifinali     | Semifinali |         |          | Finale   | Finale | Finale |  |
|  |                |                |            |         |          |          |        |        |  |
|  | Trissino       | Trissino       | 4          |         |          |          |        |        |  |
|  | Trissino       | Trissino       | 4          |         |          |          |        |        |  |
|  | Sarzana        | Sarzana        | 0          |         |          |          |        |        |  |
|  | Sarzana        | Sarzana        | 0          |         | Trissino | Trissino | 4 (3)  |        |  |
|  |                |                |            |         | Trissino | Trissino | 4 (3)  |        |  |
|  |                |                | Valongo    | Valongo | 4 (1)    |          |        |        |  |
|  | Valongo        | Valongo        | Valongo    | Valongo | 4 (1)    | 4 (3)    |        |        |  |
|  | Valongo        | Valongo        |            |         |          |          |        |        |  |
|  | Sporting Tomar | Sporting Tomar | 4 (1)      |         |          |          |        |        |  |